# Potentilla arctoalaskensis
Potentilla arctoalaskensis är en rosväxtart som beskrevs av B.A. Jurtzev. Potentilla arctoalaskensis ingår i Fingerörtssläktet som ingår i familjen rosväxter. Inga underarter finns listade i Catalogue of Life.